# Тоцци, Роберто
Роберто Тоцци (итал. Roberto Tozzi; род. 17 декабря 1958, Рим) — итальянский спринтер, призёр чемпионата Европы, бронзовые призёр летних Олимпийских игр 1980 года в Москве, участник двух Олимпиад.

## Карьера
В 1977 году в Донецке Тоцци стал чемпионом Европы среди юниоров в беге на 400 метров.
На Олимпиаде в Москве Тоцци выступал в беге на 400 метров и эстафете 4×400 метров. В первой дисциплине Тоцци завершил борьбу за медали на стадии предварительных забегов, а во второй сборная Италии завоевала бронзовые медали (3.04,54), уступив командам СССР и ГДР.
На следующей Олимпиаде в Лос-Анджелесе Тоцци выступал в эстафете 4×400 метров. В этом виде программы команда Италии заняла 5-е место.